# العلاقات اليونانية البالاوية
العلاقات اليونانية البالاوية هي العلاقات الثنائية التي تجمع بين اليونان وبالاو.

## مقارنة بين البلدين
هذه مقارنة عامة ومرجعية للدولتين:
| وجه المقارنة                                              | اليونان                                                                             | بالاو                         |
| --------------------------------------------------------- | ----------------------------------------------------------------------------------- | ----------------------------- |
| المساحة (كم2)                                             | 131.96 ألف                                                                          | 465                           |
| عدد السكان (نسمة)                                         | 10.76 مليون                                                                         | 21.73 ألف                     |
| الكثافة السكانية (ن./كم²)                                 | 81.54                                                                               | 4.67 ألف                      |
| العاصمة                                                   | أثينا، نافبليو                                                                      | نغيرولمود، كورور              |
| اللغة الرسمية                                             | لغة يونانية، Demotic Greek ‏                                                         | لغة إنجليزية، اللغة البالاوية |
| العملة                                                    | يورو، دراخما، Phoenix (currency) ‏                                                   | دولار أمريكي                  |
| الناتج المحلي الإجمالي (بليون دولار)                      | 200.29 مليار                                                                        | 291.54 مليون                  |
| الناتج المحلي الإجمالي (تعادل القوة الشرائية) بليون دولار | 285.45 مليار                                                                        | 326.12 مليون                  |
| الناتج المحلي الإجمالي الاسمي للفرد دولار أمريكي          | 18.00 ألف                                                                           | 13.50 ألف                     |
| الناتج المحلي الإجمالي للفرد دولار أمريكي                 | 26.85 ألف                                                                           | 14.76 ألف                     |
| مؤشر التنمية البشرية                                      | 0.865                                                                               | 0.780                         |
| رمز المكالمات الدولي                                      | +30                                                                                 | +680                          |
| رمز الإنترنت                                              | .gr                                                                                 | .pw                           |
| المنطقة الزمنية                                           | توقيت شرق أوروبا، ت ع م+02:00، ت ع م+03:00، توقيت شرق أوروبا الصيفي ‏، أوروبا/أثينا ‏ | ت ع م+09:00                   |

## منظمات دولية مشتركة
يشترك البلدان في عضوية مجموعة من المنظمات الدولية، منها:
| علم المنظمة | اسم المنظمة                        | تاريخ انضمام اليونان | تاريخ انضمام بالاو |
| ----------- | ---------------------------------- | -------------------- | ------------------ |
|             | مؤسسة التنمية الدولية              | 9 يناير 1962         | 16 ديسمبر 1997     |
|             | الأمم المتحدة                      | 25 أكتوبر 1945       | 15 ديسمبر 1994     |
|             | منظمة حظر الأسلحة الكيميائية       | ?                    | ?                  |
|             | مؤسسة التمويل الدولية              | 26 سبتمبر 1957       | 16 ديسمبر 1997     |
|             | وكالة ضمان الاستثمار متعدد الأطراف | 30 أغسطس 1993        | 16 ديسمبر 1997     |
|             | يونسكو                             | 4 نوفمبر 1946        | 20 سبتمبر 1999     |
|             | البنك الدولي للإنشاء والتعمير      | 27 ديسمبر 1945       | 16 ديسمبر 1997     |

## وصلات خارجية
- موقع وزارة الخارجية اليونانية